# 慧灌
慧灌（韓語：혜관、日语：／ Ekan，生沒年不詳），是飛鳥時代從高句丽赴日之比丘，為日本三论宗之祖。

## 經歷
慧灌赴隋，師事吉藏，學習三論學。在625年（推古33年）因高句麗國王的授予前往日本，導入了三論宗，並接受勅命住在元興寺。同年夏天有旱災，此時據說他講學三論而被任命為僧正，另一說法是在孝德天皇時任命他為僧正。之後，在河內國建立了井上寺（日語：いかみじ），推廣三論宗。

## 傳承
福亮和智藏父子繼承慧灌，智藏赴唐學習三論學，後住在法隆寺。接著，由道慈繼承慧灌，也赴唐學習三論學，後住在大安寺。